# Паспорт гражданина Республики Конго
Паспорт гражданина Республики Конго — официальный документ, выдающийся гражданам Республики Конго для удостоверения их личности и для поездок за границу. 

## Страны, где разрешён безвизовый въезд и получение визы по прибытии
Следующие страны доступны гражданам Республики Конго для безвизового (или получения визы по прибытии) посещения:

### Африка
| Страны и территории | Условия пребывания                                                                                                |
| ------------------- | --- |
| Бенин               | 3 мес. |
| Бурунди             | виза, по прибытии в аэропорт Бужумбуру                                                                            |
| Камерун             | 90 дней |
| Кабо-Верде          | виза, по прибытии                                                                                                 |
| ЦАР                 | 3 мес. |
| Чад                 | 3 мес. |
| Коморы              | Бесплатный 24 часовой транзит. За эти 24 часа должна быть оформлена платная виза в иммиграциооном центре в Морони |
| Кот-д’Ивуар         | 3 мес. |
| Джибути             | 1 мес. виза, по прибытии                                                                                          |
| Кения               | 3 мес. виза, по прибытии за $50                                                                                   |
| Мадагаскар          | 90-дней виза, по прибытии за MGA140,000                                                                           |
| Мозамбик            | 30-дней виза, по прибытии за US$25 Архивная копия от 14 мая 2009 на Wayback Machine                               |
| Сейшельские Острова | 1 мес. |
| Танзания            | 3 мес. виза, по прибытии за $50                                                                                   |
| Того                | 7 дней виза, по прибытии                                                                                          |
| Уганда              | 3 мес. виза, по прибытии за $50                                                                                   |
| Замбия              | 3 мес. виза, по прибытии за $50 Архивная копия от 1 октября 2009 на Wayback Machine                               |

### Америки
| Страны и территории      | Условия пребывания |
| ------------------------ | ------------------ |
| Доминика                 | 6 мес.             |
| Эквадор                  | 90 дней            |
| Гаити                    | 3 мес.             |
| Сент-Китс и Невис        | 14 дней            |
| Сент-Винсент и Гренадины | 1 мес.             |

### Азия
| Страны и территории | Условия пребывания                                                                               |
| ------------------- | ------------------------------------------------------------------------------------------------ |
| Армения             | 120 дней виза, по прибытии за $50 AMD 15,000                                                     |
| Бангладеш           | 90 дней виза, по прибытии за $50                                                                 |
| Камбоджа            | 30 дней виза, по прибытии за US$ 20                                                              |
| Грузия              | 3 мес. виза, по прибытии                                                                         |
| Лаос                | 30 дней виза, по прибытии за US$ 30                                                              |
| Мальдивы            | 30 дней Архивная копия от 10 февраля 2018 на Wayback Machine                                     |
| Макао               | 30 дней виза, по прибытии за 100 MOP                                                             |
| Непал               | 15/30/90 дней виза, по прибытии за $25/50/100 Архивная копия от 12 марта 2020 на Wayback Machine |
| Филиппины           | 21 день                                                                                          |
| Сингапур            | 30 дней                                                                                          |
| Сирия               | 15 дней виза, по прибытии                                                                        |
| Восточный Тимор     | 30 дней виза, по прибытии за US$30                                                               |

### Европа
| Страны и территории | Условия пребывания                                           |
| ------------------- | ------------------------------------------------------------ |
| Косово              | 90 дней Архивная копия от 2 сентября 2017 на Wayback Machine |
| Монако              | 3 мес.                                                       |

### Океания
| Страны и территории | Условия пребывания                                         |
| ------------------- | ---------------------------------------------------------- |
| Острова Кука        | 31 дней Архивная копия от 15 марта 2020 на Wayback Machine |
| Микронезия          | 30 дней Архивная копия от 7 марта 2020 на Wayback Machine  |
| Ниуэ                | 30 дней Архивная копия от 7 марта 2020 на Wayback Machine  |
| Палау               | 30 дней Архивная копия от 7 марта 2020 на Wayback Machine  |
| Самоа               | 60 дней Архивная копия от 7 марта 2020 на Wayback Machine  |
| Тувалу              | 1 месяц Архивная копия от 7 марта 2020 на Wayback Machine  |